# Каспийские походы русов

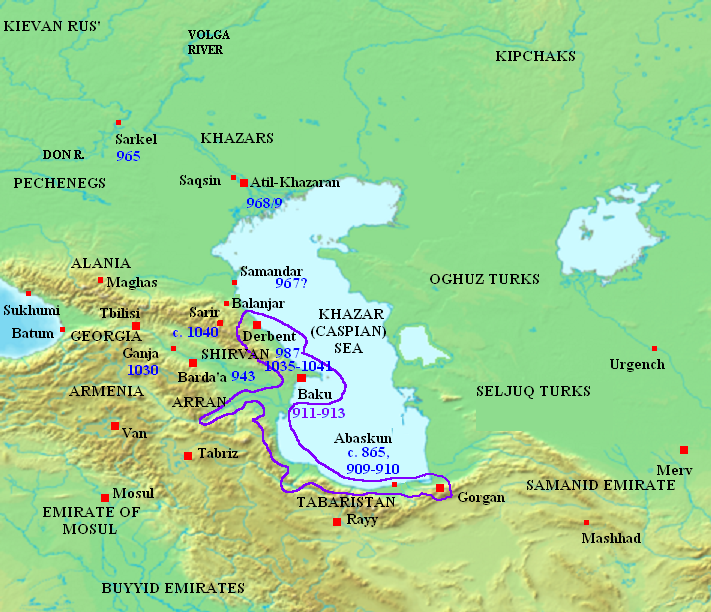
Прикаспийский регион с выделенной областью, ставшей целью набегов русов.

Каспи́йские похо́ды ру́сов — серия морских набегов русских дружин на прибрежные государства Каспийского моря во 2-й пол. IX — нач. XI вв. Первоначально, по-видимому, частные вылазки вольных отрядов, затем политические мероприятия Древнерусского государства.

## Политическая ситуация в Каспийском регионе
Первая половина IX века ознаменовалась формированием в Восточной Европе Древнерусского государства, консолидировавшего ряд восточнославянских племенных союзов. Его правящую верхушку составляли русы. Их отличала воинственность, свойственная молодым объединениям, и мобильность, обеспеченная умением ходить на судах. Направление их экспансии шло вдоль ключевых торговых путей. Один связывал Северную Европу с Византией («Путь из варяг в греки»), другой — со странами Востока (Волго-балтийский путь). В 80-е гг. IX века арабский географ Ибн Хордадбех описал путь русских купцов, который шёл от северных областей славян по Чёрному морю через владения Византии, затем по Дону и Волге к столице Хазарии. Оттуда русы выходили в Каспийское море и свободно высаживались в любом месте побережья, либо плыли к Джурджану на его южном берегу, и от него по суше достигали Багдада.
Экономическое значение региона определялось возникшим с конца VIII в. подъёмом мировой торговли, превратившим Каспий в магистральную артерию между Восточной Европой, Ближним Востоком и Средней Азией. Портовые города на его берегах: Итиль, Семендер, Дербент — на севере, Джурджан, Рей, Казвин и др. — на юге, стали крупными торговыми центрами.
В политическом отношении побережье Каспия в этот период не обладало единством. Его северо-западный участок контролировался Хазарским каганатом, чья столица — Итиль — располагалась на Волге близ её впадения в море. Некогда мощное государство хазар утратило свой наступательный потенциал и с нач. IX в. не вело крупных войн, хотя время от времени конфликтовало с близлежащими мусульманскими владениями. Рядом с Хазарией, по побережью современного Дагестана, находилось несколько мелких государств христианского, мусульманского и языческого толка. Южное и восточное побережье Каспия номинально входило в состав Арабского (Багдадского) халифата, но к IX в. здесь завершился процесс его распада на отдельные небольшие эмираты, возглавляемые собственными династиями. К началу X века они вошли в орбиту влияния средне-азиатского государства Саманидов. Традиционные интересы в регионе имела Византия, которая оказывала поддержку христианским правителям Армении и Грузии.
Существенно, что ни одна из стран не имела здесь сильного военного флота. Его использование русами стало новой страницей в истории региона.

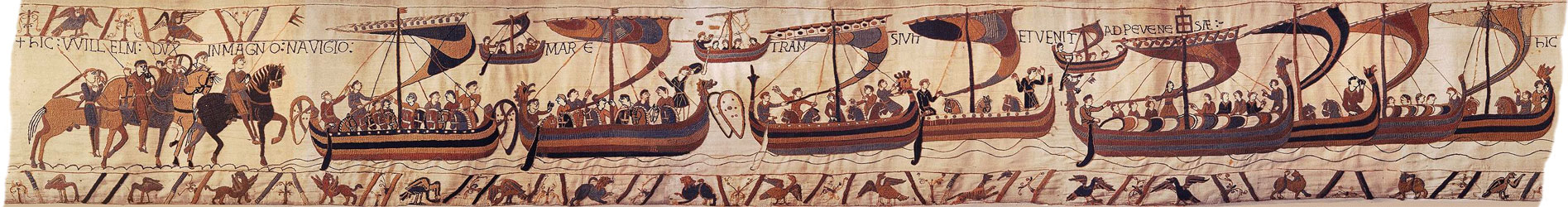
Нормандский флот Вильгельма Завоевателя, показаны морские корабли эпохи викингов. Гобелен из Байё, XI век.

## Походы

### Поход 2-й половиныIX века
Первый набег русов состоялся во времена правления эмира Табаристана Алида ал-Хасана ибн Зайда, между 864 и 884 годами. Русы напали на город Абаскун (Ашур-Ада) в Астрабадском заливе, бывший крупнейшим портом на южном побережье в то время. Ибн Исфандийар ничего больше не сообщает об этом набеге, за исключением того, что эмир «перебил всех русов».
Причиной рейда, если только он не был чисто пиратским набегом, возможно, стала деятельность горцев Табаристана — дейлемитов, которые в 872 дестабилизировали торговлю, захватив ряд городов, включая Джурджан и Рей, где у русов были фактории.

### Походы 909/910
В отношении набега 909 года существуют различные точки зрения. Возможно, имело место несколько самостоятельных набегов в период между 909 и 914. Либо за разными описаниями скрывается один большой поход, описанный в следующей секции под годом 913. Осенью 909/910 (год по мусульманскому календарю захватывает 2 календарных года по христианскому) русский флот из 16 кораблей вновь напал на Абаскун. Разграбив его, захватчики высадились на побережье. Правитель области Сари — Ахмад бен ал-Касим получил помощь от Саманидов и разбил русов в ночной атаке в окрестностях Муганской степи.
В следующем году русы пришли бо́льшим числом и сожгли город Сари, захватив много пленных, и ушли в море. После этого они разделились: часть осталась на кораблях, а часть сошла на берег и вторглась в Дейлем.
Ибн Исфандийар сжато передаёт дальнейшее развитие событий:

«Жители Гиляна ночью пришли на берег моря и сожгли корабли и убили тех, которые находились на берегу; другие, находившиеся в море, убежали. Поскольку царь Ширваншах [эмир Ширвана, части современного Азербайджана] получил об этом известие, он приказал устроить в море засаду, и в конечном счёте ни одного из них не осталось в живых, и так частое появление русов в этой стране было приостановлено».

### Поход 913/914
Наиболее масштабная экспедиция. Её обстоятельства известны лучше других по рассказу аль-Масуди, получившем сведения от местного населения. Согласно аль-Масуди, это было первое появление русов на Каспии, для местных жителей оно стало шоком. Это утверждение не обязательно опровергает факт предыдущих походов, так как они были локальными.
Поход состоялся вскоре «после» 300 года по мусульманскому календарю (912/913). Историки, анализируя текст аль-Масуди, сходятся на дате похода 913 год. Флот из 500 кораблей русов, каждый из которых вмещал по 100 воинов, вошёл в Керченский пролив, находившийся под контролем хазар. Русы связались с хазарским царём, попросив у него разрешения пройти по Волге в Каспийское море, предложив за это половину будущей добычи. Царь согласился, так как накануне, в 909 или 912, хазары в союзе с дагестанскими князьями воевали с прикаспийскими государствами Дербентом и Ширваном. Через Дон русы переправились на Волгу, откуда спустились вниз до Каспийского моря.
Проникнув на Каспий, русы разделились на отряды и начали грабёж городов на южном побережье. Удару подверглись Гилян, Дейлем, Табаристан, Абаскун. Затем русы сместились к западному побережью, напав на Арран и Ширван. Аль-Масуди так описывает эти события:

«И Русы проливали кровь, брали в плен женщин и детей, грабили имущество, распускали всадников [для нападений] и жгли. Народы, обитавшие около этого моря, с ужасом возопили, ибо не случалось с древнейшего времени, чтоб враг ударил на них здесь, а прибывали сюда только суда купцов и рыболовов».

Напротив Атши-Багуан, нынешний Баку, русы остановились на соседних островах, где на них организовал нападение царь Ширвана Али ибн аль-Хайтам, собрав местных жителей. Те на лодках и купеческих судах устремились к островам, но русы убили и потопили тысячи мусульман. После этого русы оставались на островах в течение «многих месяцев», в окружении следивших за ними окрестных народов. После того, как совершать набеги стало затруднительно, русы решили прекратить поход и отправились к истокам Волги.
Прибыв в Итиль, они выполнили условие договора и вручили хазарскому царю его долю. Однако царская гвардия, состоявшая из мусульман, потребовала мести за единоверцев. Царь не смог ей помешать, но будто бы успел предупредить русов об опасности. Ослабленное русское войско сошлось в битве с мусульманами (15 тысяч всадников), к которым присоединились и местные христиане, в сражении на суше. Место сражения точно не указано, но можно предположить, что хазарская конница подстерегла русов в месте волока на Дон. Битва длилась три дня, в итоге удалось уйти на кораблях вверх по Волге 5 тысячам русов. Остатки русов, бросив корабли, сошли на берег в стране буртасов (западный берег в Среднем Поволжье), где их окончательно истребили буртасы и волжские булгары.
Всего, по словам аль-Масуди, насчитали 30 тысяч убитых русов.
Шараф аз-Заман Тахир аль-Марвази сообщает уникальные сведения о принятии русами христианства в 912/913 гг. и последующем переходе их в ислам.
С той поры до 943 года (время написания сочинения аль-Масуди) о набегах русов на Каспий не было слышно.

### Поход 943/944
Походу предшествовало русско-хазарское столкновение в Причерноморье, описанное в так называемом Кембриджском документе. Около 939 года некий русский правитель H-l-g-w (Хелгу, то есть «Олег»), подкупленный Византией, захватил хазарскую заставу Самкерц, контролирующую Керченский пролив. Хазарский полководец Песах освободил город, затем догнал Хелгу и победил его. Если верить хазарской интерпретации, Песах принудил Русь пойти войной на Константинополь. Из-за неудачи этого четырёхмесячного похода (русский флот был сожжён греческим огнём), Хелгу будто бы устыдился возвращаться в свою страну и с дружиной отправился в Персию. Этот набег на Византию по описанию совпадает с неудачным походом Игоря Рюриковича в 941 году. Вопрос, с кем следует идентифицировать Хелгу (князь Олег Вещий, князь Игорь, Олег Моравский или воевода Игоря под именем Олег), является дискуссионным.
Поход на прикаспийские государства в 943/945 годах, упомянутый в Кембриджском документе без даты, довольно подробно изложен восточными авторами по следам свежих событий. Арабский писатель Ибн Мискавейх (начало XI века) определяет дату похода в 943/944 году, а сирийский историк XIII века Бар-Эбрей сообщил, что набег на Бердаа состоялся «в том же году, когда воцарился Мустакфи, сын Муктафи [халиф аббасидской династии]», то есть в 944/945. 
Этот поход отличался от предыдущих. От грабежа русы попытались перейти к планомерному завоеванию территории. Основной их целью стал богатый город Бердаа — бывшая столица Кавказской Албании, расположенный на притоке Куры. Русы, числом до 3-х тысяч, легко разбили вышедший им навстречу небольшой гарнизон и наспех собранное 5-тысячное ополчение, после чего захватили Бердаа. Грабить город они не стали, а заявили местным жителям, что гарантируют безопасность и свободу вероисповедания, если те будут им подчиняться. Однако сочувствующие нашлись только среди знати, основная часть жителей подчиняться отказалась. Город осадили подоспевшие войска (до 30 тысяч) дейлемского правителя Азербайджана Марзубана ибн Мухаммеда, но они оказались не в состоянии выбить русов, которые отвечали вылазками, всякий раз обращая осаждавших в бегство. Горожане во время этих вылазок ударяли русам в тыл, кидая в них камни. Чтобы подавить волнения горожан, русы предложили всем желающим покинуть город за 3 дня. Уйти решились только те, кто имел вьючных животных. По истечении срока русы перебили большую часть жителей, до 10 тысяч заточили в крепость и предложили выкупить себя. Тех, кто не смог или отказался внести выкуп, русы убили.
Ибн Мискавейх приводит несколько ярких описаний внешности и обычаев русов. 

«Народ этот могущественный, телосложение у них крупное, мужество большое, не знают они бегства, не убегает ни один из них, пока не убьет или не будет убит. В обычае у них, чтобы всякий носил оружие. Привешивают они на себя большую часть орудий ремесленника, состоящих из топора, пилы и молотка и того, что похоже на них. Сражаются они копьями и щитами, опоясываются мечом и привешивают дубину и орудие подобное кинжалу. И сражаются они пешими... [...] Когда умирал один из них, хоронили его, а вместе с ним его оружие, платье и орудия, и жену или кого-нибудь другого из женщин, и слугу, его если он любил его, согласно их обычаю. После того как дело русов погибло, потревожили мусульмане могилы их и извлекли оттуда мечи их, которые имеют большой спрос и в наши дни, по причине своей остроты и своего превосходства».

Из-за выступления мятежников на юге Марзубан был вынужден уйти с войском в Сирию, оставив для блокады Бердаа 4 тысячи воинов. В стане русов вспыхнула эпидемия желудочного заболевания с большой смертностью среди них, и они приняли решение отступить. Под покровом ночи они покинули город, взяв всю добычу, какую смогли унести на плечах, и угнав часть женщин с собой. Затем русы достигли своего лагеря на Куре, где сели на корабли и уплыли в свою страну. «Бог спас мусульман от дела их», — такой фразой Ибн Мискавейх завершает рассказ о походе.

### Поход 960-х на Хазарию
В 960 году хазарский царь Иосиф в письме к сановнику Кордовского халифата Хасдаю ибн Шафруту отметил, что ведёт с русами «упорную войну», не пуская их в море и по суше к Дербенту, иначе они, по его словам, могли бы завоевать все исламские земли до Багдада. Под контролем хазар находились и другие ключевые цели русской экспансии: Керченский пролив и Подонье. Эти обстоятельства сделали неизбежным открытое столкновение между двумя странами.
Оно разразилось при вокняжении князя Святослава Игоревича. Ход войны может быть реконструирован в различных вариантах. Возможно, состоялся один большой поход, начавшийся в 965, возглавляемый Святославом. Либо имели место два похода. Первый — в 965, направленный против Саркела (хазарская застава на Дону), второй — основной в 968/969 против территории Хазарии в Прикаспии. В этом случае он проходил уже без участия Святослава, так как согласно русской летописи князь в это время находился в Киеве. В ходе военных действий русы разбили хазарское войско во главе с каганом, захватили Саркел, который с этого времени стал русским городом Белая Вежа, подчинили ясов и касогов в Прикубанье, разграбили обе части города Итиль, другой крупный хазарский город на Каспии — Семендер и территорию выше по Волге — страну буртасов и город Булгар. Хазарское население в панике разбежалось, укрывшись на островах. Царский двор покинул столицу. Результатом похода стал полный разгром Хазарии.
На Тамани после этого возникло русское Тмутараканское княжество, просуществовавшее до нач. XII века. По-видимому, какое-то время под русским контролем находилось и Нижнее Поволжье, хотя точных данных об этом нет. Следующая попытка закрепиться там была предпринята в правление Владимира.

### Поход 985/986 на Хазарию
Правление хазар на Волге было восстановлено в 980-е гг. с помощью Ширвана и Хорезма ценой отказа хазарской знати от иудаизма в пользу ислама. В 985 (или в 986) году князь Владимир Святославич совершил поход на Хазарию и наложил на неё дань. Поход Владимира не всегда упоминается в историографии, поскольку известен только по двум небольшим известиям (одно из них древнерусское внелетописное, другое восточное и обе без точной даты, она определяется из сопоставления с другими событиями). Перед этим Владимир успешно ходил на волжских булгар, но дани с них не получил и вынужден был заключить равноправный мирный договор. Хазария вскоре прекратила своё существование как государство.

### Поход 987
В 987 году за помощью к русам обратился эмир Дербента Маймун бен Ахмад, которого местная знать заключила в тюрьму в его собственной резиденции. 18 русских кораблей подошли к городу. Экипаж одного корабля высадился и отправился освобождать эмира. Эмир был выведен, но местные жители перебили русов. После чего остальные корабли русов разграбили местность Маскат (совр. Мушкур, немного южнее Дербента), а затем ушли в Ширван (прикаспийское государство на севере современного Азербайджана). Обстоятельства экспедиции косвенно подтверждают реальность предшествующего похода на Хазарию, поскольку быстро войти в Каспий и поддерживать контакт с эмиром можно было только из Итиля. Очевидно, хазарская столица вновь ненадолго вернулась под русский контроль.
Маймун продолжил борьбу со знатью. В 989 году гилянский проповедник Муса ат-Тузи обвинил эмира в поведении, недостойном исламского правителя, и потребовал выдать русских гуламов (телохранителей эмира) для обращения в ислам, или казнить их. Маймун отказался и после народных волнений с русами покинул Дербент, за который потом воевал несколько лет с правителем Ширвана. О дальнейшей деятельности русов в Дербенте сведений нет.
К 1000 году относится известие о другой группе русских наёмников в Закавказье. Армянский историк Стефан Таронский, современник князя Владимира, рассказывает о ссоре из-за охапки сена в лагере византийского войска в Армении между русами и иверийцами (грузинами):

«Тогда весь народ Рузов [русов], бывший там поднялся на бой; их было 6 000 человек — пеших, вооружённых копьями и щитами, — которых просил царь Василий у царя Рузов в то время, когда он выдал сестру свою замуж за последнего. В это же самое время рузы уверовали в Христа.»

### Поход 1030—1032
В 1030 году жители Дербента напали на соседний Ширван после пограничного конфликта из-за спорных территорий. В том же году на 38 судах на Ширван напали русы, которых правитель Ширвана Минучихр ибн Йазид встретил возле Баку. В сражении войска ширваншаха были разгромлены, русы двинулись к реке Куре, потом по Араксу, где Минучихр ещё раз попытался преградить им путь, но опять был разгромлен на реке. Правитель Гянджи Муса бен Фадл нанял русов для междоусобной борьбы со своим братом, сторонники которого захватили Байлакан. С помощью русов Муса овладел Байлаканом и убил брата, а русы, по сообщению хроники, ушли в Рум (Византию) и затем в свою страну.
Одни и те же события 1032 года «История Ширвана и Дербента» описываются в разных местах хроники по-разному. В части, касающейся истории правителей Ширвана, сообщается, что в 1032 году русы, аланы и сарирцы (аварцы) напали на Ширван и совершенно его разграбили, убив более 10 тыс. человек. По возвращении в свои места их почти полностью уничтожили на границе земель Дербента. В 1033 году аланское войско пыталось отомстить жителям Дербента, но было разбито.
В части, касающейся истории правителей Дербента, говорится о нападении в 1032 году на Ширван русов и аланов. Эмир Дербента Мансур бен Маймун (сын того самого Маймуна, которого русы спасали в 987) устроил засаду в теснинах и перебил всех русов, а также отнял их добычу. После чего русы и аланы в 1033 напали на владения Дербента, но были разбиты. Сравнение двух описаний позволяет признать вторую версию с участием русов неправдоподобной. Не известны свидетельства о сухопутных набегах русов на восточном Кавказе. Также они по событиям 987 и 1030 года являлись союзниками правителей Дербента в их борьбе с Ширваном.
По грузинским и армянским источникам известно об участии варяжских наёмников в византийской армии (подробнее о них см. в статье варяжская стража). В 1042 году они участвовали в Сасиретской битве на стороне грузинского царя Баграта IV. Варяжское войско принимало активное участие в борьбе с султаном сельджуков Тухрил Беком в 1054 году, о чём рассказывает Аристакес Ластивертци, называя русских «пранк», что, как установлено современными историками, означает «варяги». Если русские на Кавказе были из варягов, то их путь на Русь через Византию находит объяснение. В таком случае помощь русов отдельным правителям на Кавказе может быть как частная инициатива наёмных русских дружин, так и проявление политики Византии на Кавказе.

### Поход 1173/1174
Его достоверность обычно отрицается, так как источником сведений являются поэмы персидского поэта Хагани Ширвани, уроженца Ширвана. По его словам в правление ширваншаха Ахситана ибн Минучихра в 1174 русы на 73 кораблях поднялись по Куре до Лянбярана. Одновременно аланы и половцы захватили Дербент и двинулись на юг в Ширван. Ширваншах обратился за помощью к грузинскому царю Георгию III, который приходился ему тестем, а также к византийскому императору. Общими силами русы были разгромлены под Баку, флот их уничтожен. Аланы и половцы были также разгромлены.

## Спорные вопросы историографии
Историки расходятся в определении числа походов и их точной датировке. Причины, характер и цели экспансии также являются предметом дискуссий. Высказываемые оценки остаются во многом умозрительными из-за краткости данных и недостаточной изученности темы по сравнению с византийским направлением русской политики.
В действиях русов можно увидеть экономические (обеспечение торговых позиций), политические (выполнение союзных обязательств, территориальные захваты) и грабительские (добыча, наёмничество) интересы.
Основная проблема заключается в том, что ни в одном из имеющихся описаний не говорится, откуда русы приходили. Поэтому не ясно, какое политическое образование они представляли. Одни исследователи полагают, что походы направлялись из Киева, являясь элементом государственной политики Древней Руси. По другой точке зрения, это были действия дружинной вольницы или войск, отпущенных киевскими князьями после войн с Византией. Наконец, третье объяснение предусматривает существование самостоятельного русского государства в Тмутаракани или Чернигове. Не исключено, что в разное время могли иметь место все три варианта, поскольку сами походы не одинаковы по масштабу и направленности.
Другой трудно решаемой проблемой является вопрос, в какой степени действия русов были самостоятельными, а в какой были вызваны желанием местных государств использовать их в своих политических целях. Возможно, в большинстве случаев они были связаны с какой-либо формой союзных обязательств по отношению к третьим странам. Атаки русов приходились на исламские области, что было объективно выгодно двум враждовавшим с исламом державам — Византии и Хазарии (правители последней исповедовали иудаизм). При этом обе страны сами являлись объектами русской экспансии и находились во враждебных отношениях друг с другом. Два самых крупных похода в 913/914 и 943/944 состоялись сразу же после заключения мирных русско-византийских договоров в 911 и 943. С другой стороны, имеется, как минимум, один пример русско-хазарского союза, который однако оказался принудительно разорван с хазарской стороны. Трактовки русско-хазарских отношений у современных исследователей сводятся к двум основным версиям. По одной из них хазары поощряли русов, направляли их на своих врагов. Крайней формой данного взгляда является мнение о подчинении русов хазарам. По другой трактовке, хазары не были заинтересованы в нарушении каспийской торговли и пропускали русов вынужденно, чтобы отвести удар от себя. Когда была возможность, они препятствовали рейдам. К середине X века отмечается именно вторая ситуация, и русско-хазарские противоречия вылились в войну, закончившуюся разгромом каганата.